# Jelena Vajenga
Jelena Vladimirovna Chroeljova (Russisch: Еле́на Влади́мировна Хрулёва) (Severomorsk, 27 januari 1977), beter bekend als Jelena Vajenga (Russisch: Еле́на Ва́енга), is een Russisch zangeres. Voor haar muziek won ze verschillende prijzen. Waaronder 6 maal de 'Chanson van het jaar', de meest prestigieuze muzieksprijs van Rusland.